# Gary Martin
Pour les articles homonymes, voir Martin.
Gary Martin, né le 10 octobre 1990 à Darlington, est un footballeur anglais évoluant actuellement au poste d'attaquant au Valur Reykjavik.

## Palmarès

### En club
- Championnat d'Islande
  - Vainqueur : 2013.
- Coupe d'Islande
  - Vainqueur : 2012, 2014.
- Supercoupe d'Islande
  - Vainqueur : 2014.
- Championnat d'Islande D2
  - Vainqueur : 2011.

### Individuel
- Meilleur buteur d'Úrvalsdeild en 2014 avec 13 buts et en 2019 avec 14 buts